# Tobias Ahrens
Tobias Ahrens (* 9. April 1993 in Henstedt-Ulzburg) ist ein deutscher Fußballspieler.

## Karriere
Tobias Ahrens wuchs in Friesland in Grafschaft auf und begann das Fußballspielen beim FSV Jever und ab der F-Jugend beim Heidmühler FC in Schortens. Mit 11 Jahren ging er zu Werder Bremen. Bis einschließlich zur B-Jugend gehörte der Nachwuchsstürmer den Hansestädtern an, dann wechselte er 2010 zum VfB Oldenburg, wo er in der A-Jugend-Bundesliga Nord/Nordost spielte. Bereits nach einem Jahr wechselte er innerhalb der Liga in den Osten und schloss sich Rot-Weiß Erfurt an. Er unterschrieb für zwei Jahre. Bei den Thüringern stand er als A-Jugendspieler auch bereits im Kader der Profimannschaft in der 3. Liga. Am 1. Oktober 2011 wurde er dort erstmals als Einwechselspieler eingesetzt. Danach kam er in Vor- und Rückrunde noch mehrmals zu Kurzeinsätzen. Zur Saison 2013/14 wechselte Ahrens zu Alemannia Aachen.
Ahrens kam im Lauf der Saison 2013/14 lediglich auf fünf Einsätze in der Regionalliga West. Er absolvierte auch einige Spiele bei der 2. Mannschaft in der Mittelrheinliga. Nach Ablauf der Saison 2013/14 verließ Ahrens die Alemannia.
Im Sommer 2014 wechselte Ahrens in die Regionalliga Nord zum VfB Oldenburg. Die Spielzeit 2014/15 war bei Ahrens insbesondere durch Verletzungen geprägt. Nach einer Knie-OP im Juli 2015 und Achillessehnenproblemen fiel er während der Spielzeit einige Monate aus. Auch zum Beginn der Spielzeit 2015/16 trat keine Besserung ein. Von Juli bis Dezember 2015 fiel er durch anhaltende Achillessehnenprobleme aus. Er absolvierte für den VfB Oldenburg nur acht Partien in der Regionalliga Nord.
Ahrens wechselte im Januar 2016 zum Türkischen SV Oldenburg, welcher in der Landesliga Weser-Ems (6. Liga) spielte. Auch dort kam er verletzungsbedingt nicht zum Einsatz und er verließ den Verein im Sommer.
Verletzungsbedingt pausierte Ahrens etwas über 2 Jahre von Juni 2016 bis Juli 2018. Im Sommer des Jahres 2018 schloss er sich Germania Hilfarth in der Kreisliga A Heinsberg an.

## Sonstiges
Ahrens’ Vater war Oberligaspieler beim Wuppertaler SV.